# Китайська мережа глибокого космосу
Китайська мережа глибокого космосу (кит.: 中國深空網 / 中国深空网, піньїнь: Zhōngguó Shēnkōng Wǎng, англ. Chinese Deep Space Network, CDSN) — мережа наземних станцій, кораблів, а також ретрансляційних і навігаційних супутників, координована Сіанським центром управління супутниками.

## Опис
Вираз «мережа глибокого космосу» (深空网) вперше з'явився в китайській мові у 2009 році у зв'язку з китайською місячною програмою. У КНР «глибокий космос» визначають як усе на відстанях понад 80 000 км, тобто за межами найвищих орбіт супутників зв'язку та розвідки, якими керує Сіанський центр управління супутниками. З цього погляду станції стеження центру управління супутниками з їх 18-метровими антенами в Китаї та за кордоном, а також кораблі стеження, що базуються на станція стеження Цзяньїнь у середній течії річки Янцзи, не належать до мережі глибокого космосу в прямому сенсі. Однак вони використовуються як підсистема на етапах зльоту та посадки місій до глибокого космосу.

### Станції глибокого космосу

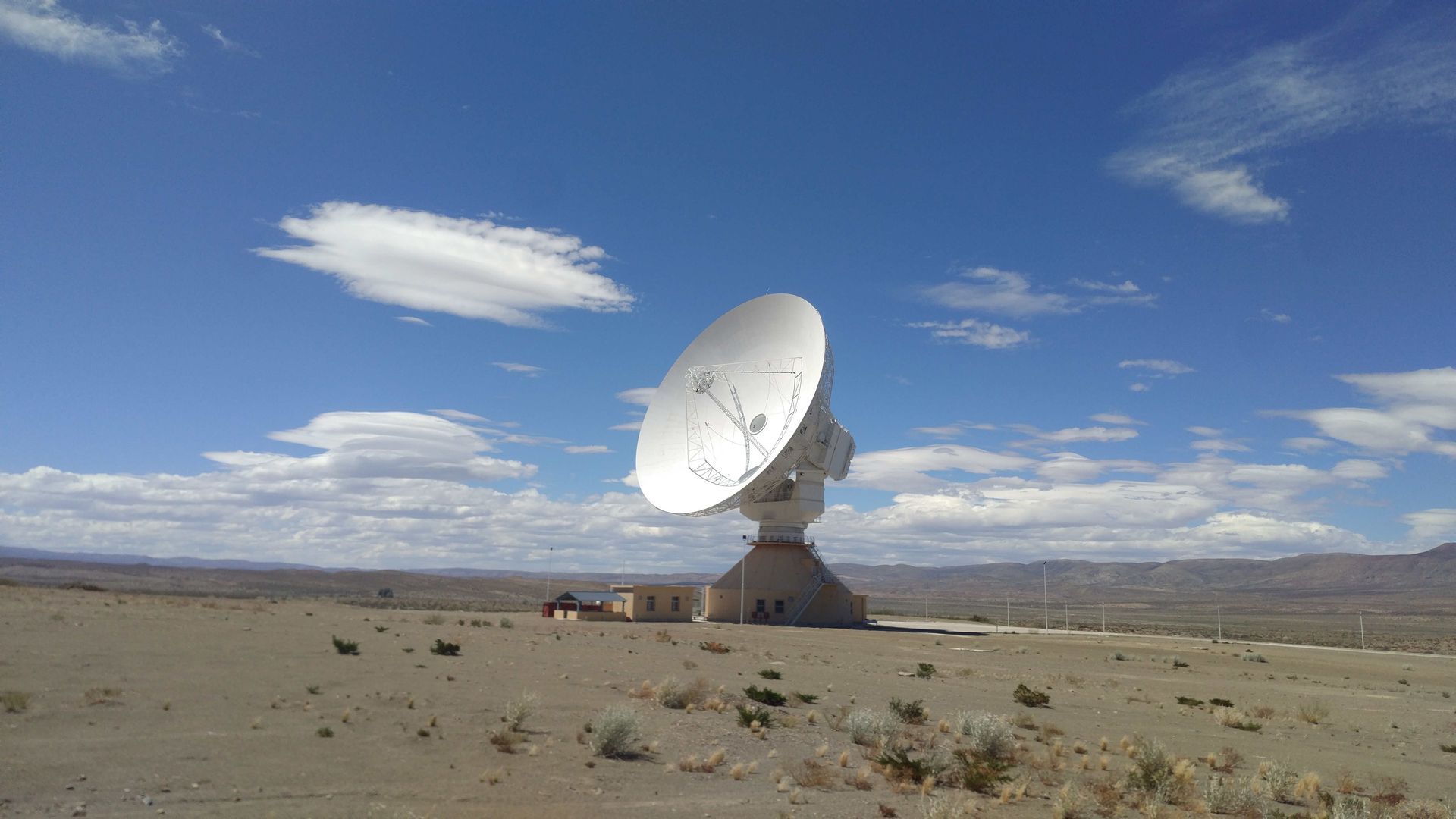
Станція далекого космічного зв'язку Сапала

Китайські орбітальні апарати Чан'е-1 (запущений 24 жовтня 2007) і Чан'е-2 (запущений 1 жовтня 2010) залежали від підтримки станцій ESTRACK Європейського космічного агентства. Однак після закінчення місії Чан'е-1 1 березня 2009 року відповідальні за місячну програму вирішили створити власні станції глибокого космосу для наступного етапу місячної програми — посадки на Місяць. Щоб мати можливість підтримувати безперервний зв'язок із зондами на Місяці, було б бажано розташувати навколо Землі три станції далекого космічного зв'язку, кожну на відстані 120 градусів довготи одна від одної. Оскільки спочатку вони були обмежені територією Китаю, спершу побудували станцію в префектурі Кашгар поблизу західного кордону країни та в Цзямуси в Маньчжурії на північному сході, введена в експлуатацію на початку 2013 року. Станція далекого космічного зв'язку Сапала в Аргентині з'явилася в квітні 2018 року.
Станція Кашгар отримала три додаткові 35-метрові антени для місячної місії Чан'е-5 і місії Тяньвень-1 на Марс. Чотири антени можна з'єднати в решітку, досягаючи продуктивності 66-метрової станції Цзямуси. Система почала регулярну роботу листопаді 2020 року й тепер відповідає не тільки за місію на Марс, але й за контроль корисного навантаження на місячному зонді Чан'е-4 і, перш за все, її місяцеході Юйту-2. Одночасне керування декількома місіями стало можливим завдяки тому, що чотири антени не тільки функціонують як взаємопов'язана решітка, але й можуть працювати незалежно одна від одної. Це означало, що Головний відділ запуску супутників, відстеження орбіти та управління Сил стратегічного забезпечення тепер мав наступні три станції далекого космічного зв'язку, які почергово забезпечували зв'язок із зондом понад 90 % часу:
- Кашгарська станція далекого космічного зв'язку: решітка з чотирма 35-метровими антенами в пустелі за 130 км на південь від Кашгара, приймач діапазонів S/X/Ka.
- Станція далекого космічного зв'язку Цзямуси: 66-метрова антена в лісистіій місцевості за 45 км на південний схід від Цзямуси, приймач діапазонів S/X/Ka.
- Станція далекого космічного зв'язку Сапала: 35-метрова антена в 75 км на північ від міста Сапала, приймач діапазонів S/X/Ka.

### Станції приймання даних

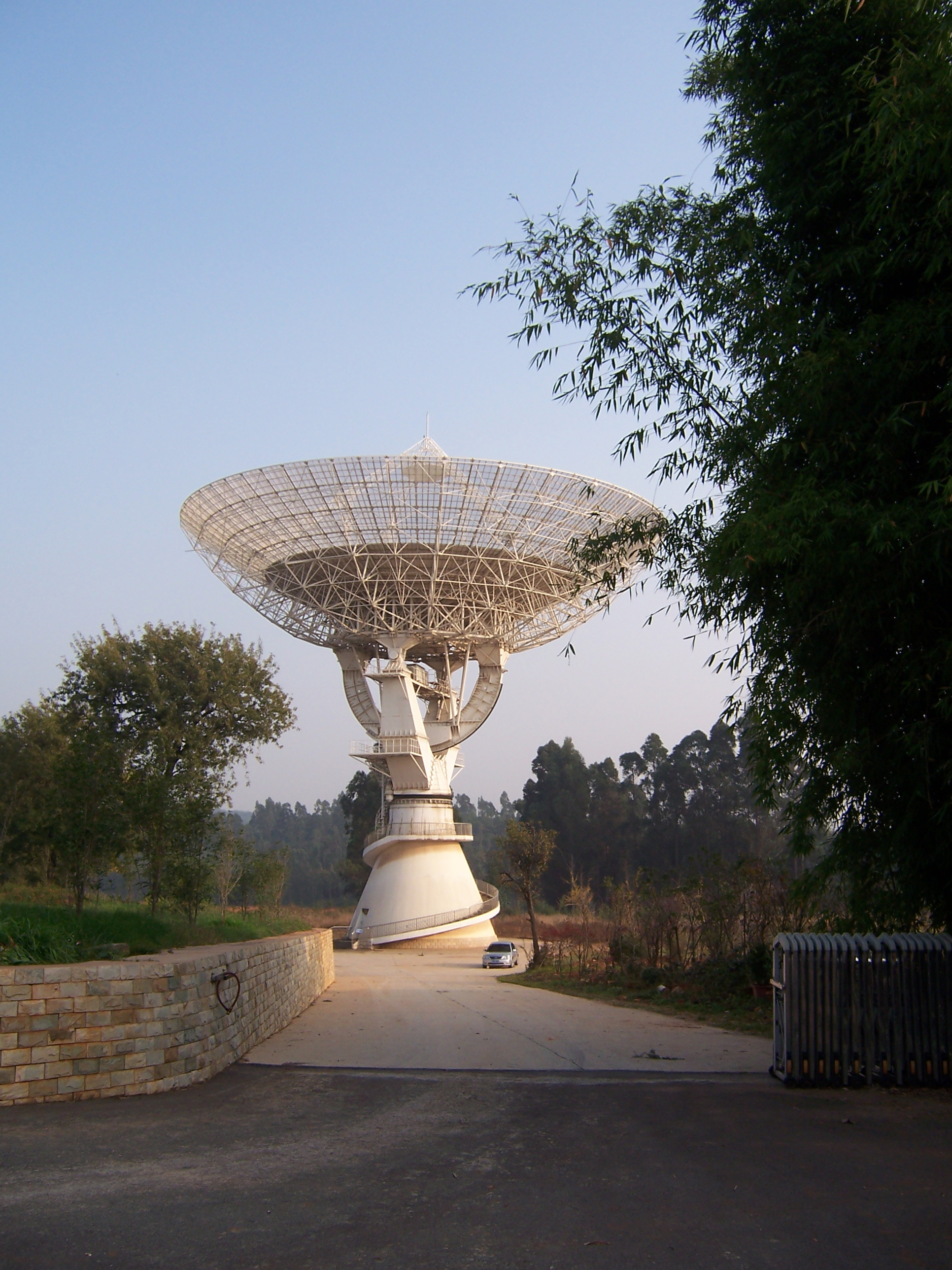
Куньмінська станція приймання даних

Станції далекого космічного зв'язку використовують для контролю супутникових платформ. Вони отримують телеметричні сигнали від космічних зондів і марсоходів і контролюють їхній політ або подорож. За це відповідає команда управління, розташована в Пекінському центрі управління космічними польотами. З іншого боку, дані про корисне навантаження (наукові прилади на борту зондів і марсоходів), отримує Китайська академія наук за допомогою власних антен. Для місячних місій починаючи з 2007 року було виділено дві менш використовувані радіоастрономічні антени з Міюнської обсерваторії поблизу Пекіна та Юньнанської обсерваторії поблизу Куньміна.
Щоб отримувати дані про наукове обладнання орбітального апарата та марсохода місії Тяньвень-1, академія наук у 2019—2020 роках побудувала власну антену діаметром 70 м на околицях Тяньцзіня. Хоча марсіанський зонд був запущений 23 липня 2020 року, антена використовувалася лише з 10 лютого 2021 року, коли зонд, керований станціями далекого космічного зв'язку, вийшов на орбіту навколо Марса та почав тримісячне дослідження передбачуваної зони посадки. Зараз в академії наук працюють такі станції приймання даних:
- Станція приймання даних Міюнь: 50-метрова антена в Міюні[en] на північно-східній околиці Пекіна, приймач діапазону S/X.
- Станція приймання даних Куньмін: 40-метрова антена на горі Фенікс в Куньміні на східній околиці Гуаньду[en], приймач діапазону S/X.
- Станція приймання даних Уцін: 70-метрова антена в Уціні[en] на західній околиці Тяньцзіня, приймач діапазону S/X.

Дані про корисне навантаження, отримані від цих антен, збирають в штаб-квартирі Національної астрономічної обсерваторії Китайської академії наук у Пекінському районі Чаоян, де розташовані наземні сегменти Китайської місячної програми та Китайської марсіанської програми. Там необроблені дані перетворюють на зображення та таблиці. На відміну від станцій далекого космосу, станції приймання даних не мають передавачів. Наукова група, відповідальна за кожну місію, не може самостійно контролювати наукове обладнання, натомість повинна звертатися до військових, щоб, наприклад, виконати спектрографічні записи незвичайної геологічної формації. У Пекінському центрі управління космічним простором є група планування, яка розробляє план вимірювань, враховуючи такі фактори, як нахил місцевості або сонячне освітлення, і подає його групі управління. Група управління пише відповідні командні рядки та надсилає їх космічним апаратам, через станції глибокого космічного зв'язку.

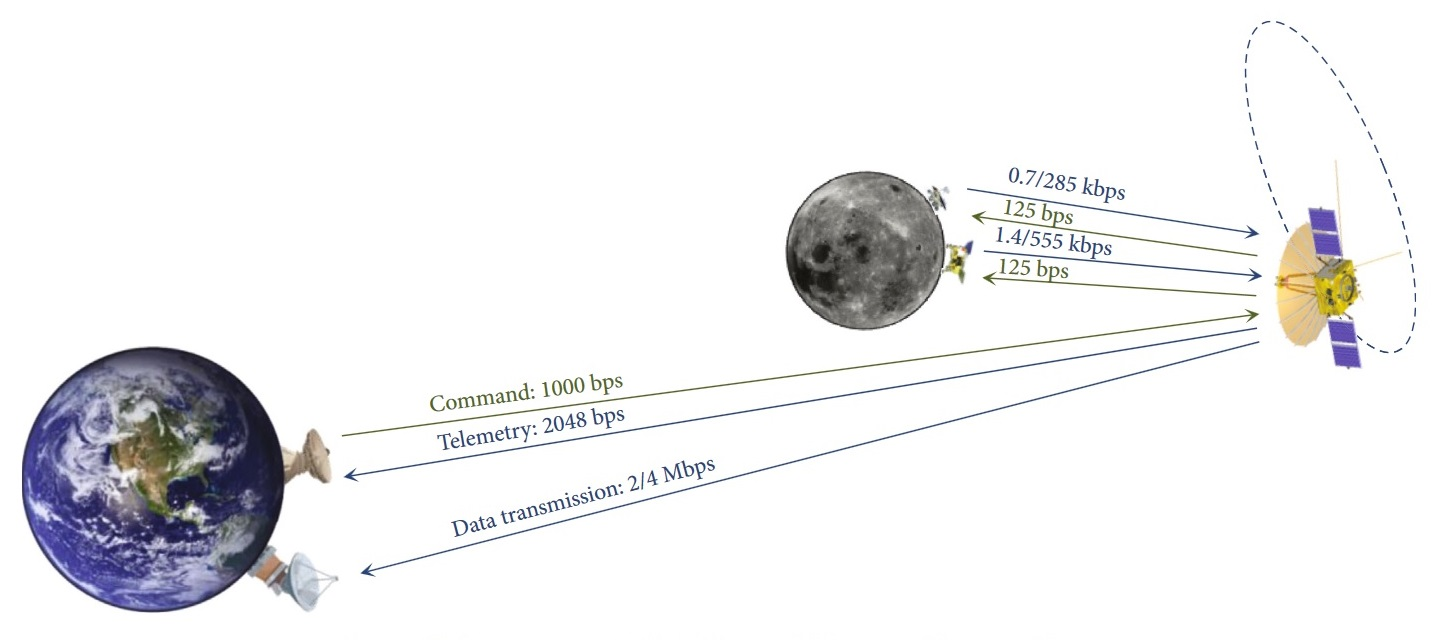
Схема комунікації для місячної місії Чан'е 4. Цивільна станція (внизу) може лише приймати, військова станція (згори) може як приймати, так і передавати. Радіозв'язок між ретрансляційним супутником і апаратами на Місяці здійснюється в X-діапазоні, а зв'язок між наземними станціями на Землі та ретрансляційним супутником у звичайному режимі — в S-діапазоні.

### Станції РНДБ

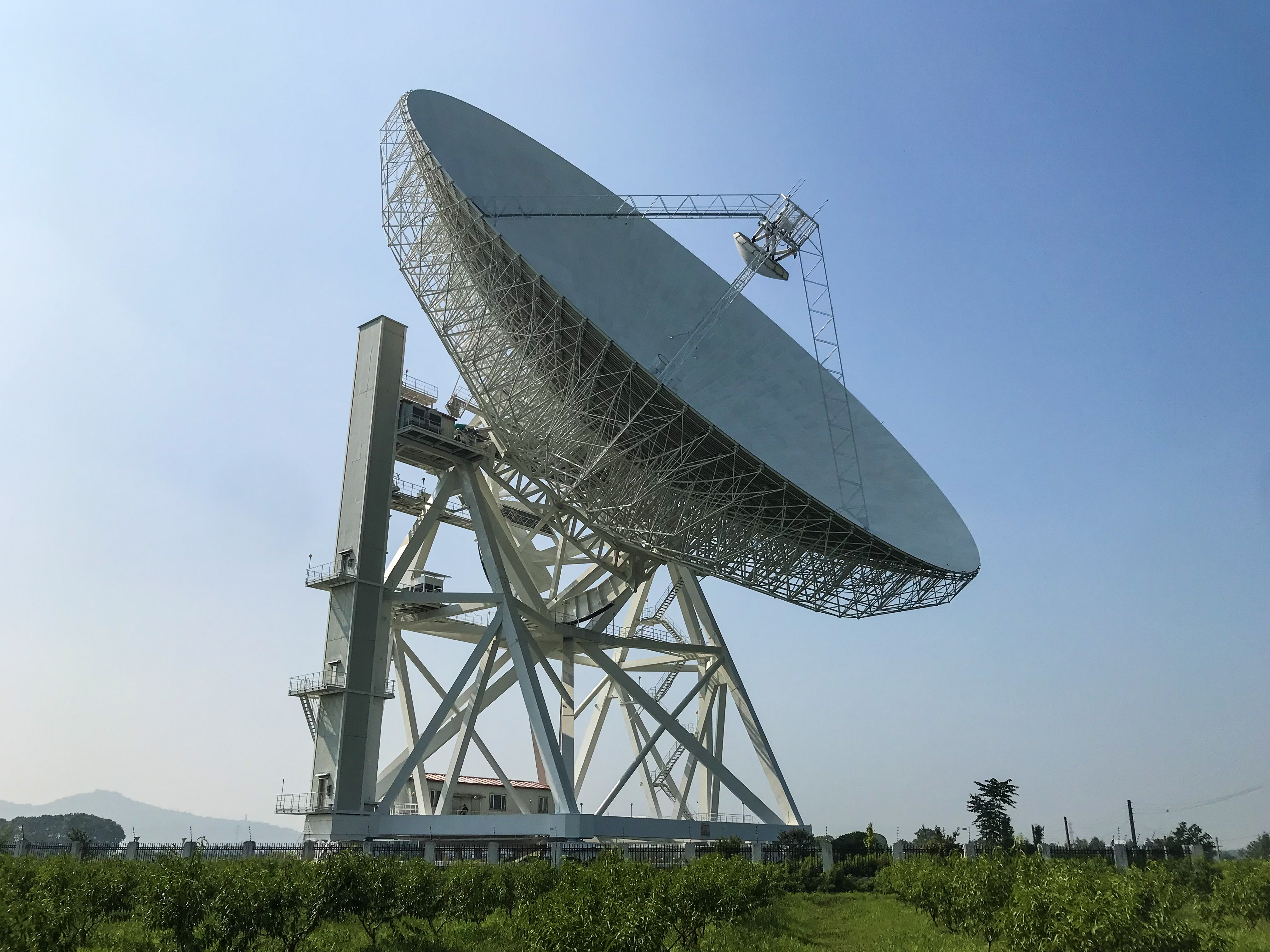
Радіотелескоп Тьянма

Чотири великі радіотелескопи національних астрономічних обсерваторій у Міюні, Шанхаї, Куньміні та Урумчі можуть бути з'єднані між собою, утворюючи Китайську РНДБ-мережу (中国甚长基线干涉测量观测网, CVN), віртуальний радіотелескоп розміром з увесь Китай. Дані РНДБ-спостережень збирають та обробляють на базі в Шешані Шанхайської астрономічної обсерваторії.
У просторі Земля — Місяць регулярний контроль траєкторії космічних зондів на менш критичних етапах місії здійснюють 18-метрові антени китайської армії, які визначають положення космічного апарата та його променеву швидкість. Вони здатні вимірювати положення й на відстанях понад 400 000 км, але вже з похибкою понад 100 км. Тому для точного визначення положення під час критичних етапів місії та розрахунку маневрів корекції орбіти Департамент запуску супутників, відстеження орбіти та контролю Сил стратегічної бойової підтримки використовує РНДБ-станції Академії наук, насамперед такі антени:
- Радіотелескоп Наньшань: 25-метрова антена в передгір'ях Тянь-Шаню, за 75 км на південь від Урумчі, приймач діапазону S/X.
- Радіотелескоп Тяньма: 65-метрова антена в Шешані[de] на західній околиці Шанхаю, приймач діапазону S/X[16].

Для складних місій, таких як місія з повернення зразків Чан'е-5, також використовують станції приймання даних Міюнь і Куньмін в межах РНДБ-мережі. При використанні для потреб армії розрахунок позицій цілей здійснюють не в центрі обробки даних РНДБ в Шешані, а в командному РНДБ-центрі дослідження дальнього космосу, який був створений у 2018 році для місячної місії Чан'е-4 — також у Шешані. Радіотелескопи підключені до командного центру через захищену мережу волоконно-оптичних ліній, й обчислення позиції займає одну хвилину.
З 2025 року кількість китайських місій у глибокий космос має різко зрости, тому Шанхайська астрономічна обсерваторія з вересня 2023 року будує на південному заході та північному сході Китаю ще дві РНДБ-станції. Разом із двома станціями поблизу Шанхаю та Урумчі тоді можна буде визначати положення двох космічних апаратів одночасно, не впливаючи на приймання даних у Міюні та Куньміні:
- Радіотелескоп Шигацзе: антена діаметром 40 м за 35 км на захід від Самжубцзе[en] на півдні Тибету.
- Чанбайшанський радіотелескоп: 40-метрова антена за 22 км на південний схід від Сунцзянхе[en] на кордоні з Північною Кореєю.